# Matthew Skoller
Matthew Skoller (* in New York) ist ein US-amerikanischer Mundharmonikaspieler.
Wie viele Bluesmusiker seiner Generation wurde er genauso von Bob Dylan, Neil Young, Jimi Hendrix und den Allman Brothers beeinflusst wie von Blueslegenden wie Little Walter, Muddy Waters, Percy Mayfield. Nach seiner Übersiedlung nach Chicago 1987 spielte er mit Jimmy Rogers, Big Time Sarah und Deitra Farr. Ende der 1980er-Jahre spielte und tourte er mit „Big Daddy Kinsey & The Kinsey Report“.
Ab 1992 spielte er mit einer eigenen Band. Seine Komposition „Love Her, Don’t Shove Her“ wurde sowohl von Carey Bell (1997 auf Good Luck Man) als auch von H-Bomb Ferguson (1993 auf Wiggin' Out), dem legendären Blues- und Boogiepianisten aufgenommen.
Als Produzent arbeitete er mit Lurrie Bell (Let’s Talk About Love), ebenso produzierte er „Chicago Blues A living History“, in diesem Projekt spielte er auch Harmonika. Auf den 2 Cds, die den Chicagoblues von seinen Anfängen bis zur Gegenwart dokumentieren, spielen Billy Boy Arnold, John Primer, Billy Branch und Lurrie Bell. The Matthew Skoller Band hat regelmäßige Auftritte in den berühmtesten Veranstaltungsorten der USA (Buddy Guy´s Legend, Chicago House of Blues u. a.) Auch auf Bluesfestivals auf der ganzen Welt tritt er auf, in der letzten Zeit häufig mit Chicago Blues A Living History (Cazorla Blues Festival, North Sea Jazz Festival, Chicago Blues Festival, Luzern Blues Festival …)

## Diskographie

### Alben
- 1996 Bone to Pick with Yo
- 1999 Shoulder to the Wind
- 2003 TapRoot
- 2005 These Kind of Blues[2]

### Gastmusiker auf Alben von…
Koko Taylor, John Primer, Bernard Allison, Larry Garner, Big Daddy Kinsey, Big Time Sarah, Michael Coleman, Harvey Mandel